# 圣维特 (谢尔省)
圣维特（法語：Saint-Vitte，法語發音：[sɛ̃ vit]）是法国谢尔省的一个市镇，属于圣阿芒蒙龙区。

## 地理
圣维特（46°32'49"N, 2°32'3"E）面积16.38 平方千米，位于法国中央-卢瓦尔河谷大区谢尔省，该省份为法国中部省份，北起卢瓦雷省，西接卢瓦-谢尔省和安德尔省，南至克勒兹省，东南接阿列省，东临涅夫勒省。
与圣维特接壤的市镇（或旧市镇、城区）包括：圣代西雷、瓦隆昂叙利、埃皮讷伊-勒弗勒里耶勒、韦丹、沙兹迈。

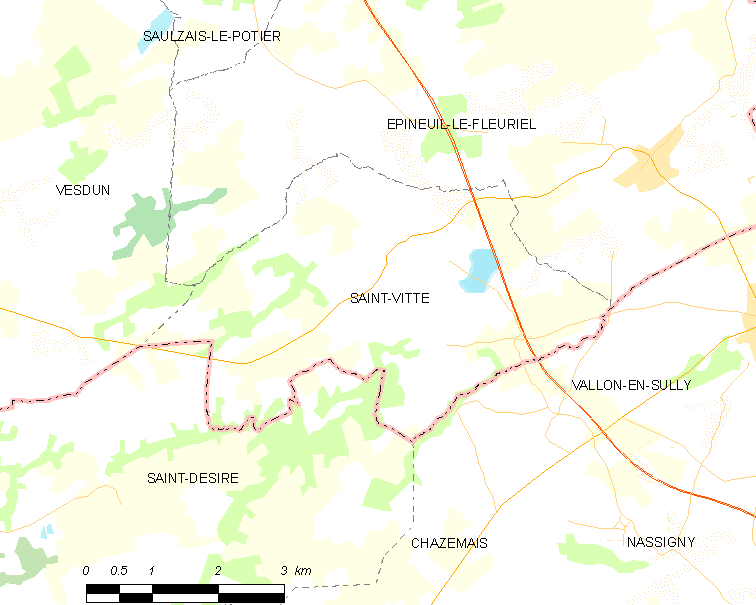
的OSM定位图

圣维特的时区为UTC+01:00、UTC+02:00（夏令时）。

## 行政
圣维特的邮政编码为18360，INSEE市镇编码为18238。

## 政治
圣维特所属的省级选区为沙托梅扬县。

## 人口

1962-2008年间人口变化图示

圣维特于2022年1月1日时的人口数量为121人。